# Jhon Valencia
Jhon Jairo Valencia Ortiz (Medellín, 27 marzo 1982) è un ex calciatore colombiano, di ruolo centrocampista.